# Bobâlna, Cluj
Bobâlna, mai demult Olpret, (în maghiară Bábolna, Alparét sau Olparét , în germană Krautfeld sau Albrecht) este satul de reședință al comunei cu același nume din județul Cluj, Transilvania, România. Se află la poalele de nord ale dealului omonim, pe cursul superior al râului Olpret.
Până în data de 21 decembrie 1957 satul Bobâlna s-a numit Olpret. 

## Date geografice
Bobâlna se află la 20 km distanță de municipiul Dej și 80 km de Cluj-Napoca.

## Istoric
Prima menționare documentară a satului Bobâlna este din 1332.
Bobâlna este cunoscută îndeosebi ca fiind locul de unde a pornit răscoala de la Bobâlna în 1437, provocată de înăsprirea asupririi feudale și de măsurile excepționale luate de episcopul Gheorghe Lepeș în anul 1436. Cea mai importantă răscoală din Regatul Ungariei, înainte de marele război țărănesc din 1514, a început atunci când episcopul catolic al Transilvaniei a cerut să se plătească zeciuiala, care nu mai fusese strânsă din 1434, într-o singură tranșă și în monedă nouă. Mai mult, micii nobili maghiari și locuitorii români (care înainte erau scutiți de plata zeciuielii, fiind ortodocși) au fost și ei obligați să o plătească. Când țăranii au refuzat să plătească, episcopul i-a excomunicat. Țăranii erau nemulțumiți și de faptul că înca din timpul lui Ludovic I cel Mare, regele Ungariei, fuseseră scoși (în 1365) de sub autoritatea comiților regali și puși sub jurisdicția moșierilor. Treptat, aceștia i-au privat pe țărani de dreptul lor de până atunci la strămutare liberă.
Răscoala a izbucnit în nordul Transilvaniei, dar s-a răspândit cu repeziciune spre comitatele Szatmár (Satu Mare) și Szabolcs. În luna aprilie sau mai, pe dealul Bobâlna (în maghiară Bábolna) s-a adunat o oaste de țărani români și mahiari, sprijinită de mii de locuitori ai orașelor, de lucrătorii de la Ocnele din Dej, Sic, Cojocna, și de unele elemente ale micii nobilimi, și au construit o tabără după model husit. La sfârșitul lunii iunie 1437 au înfrânt armata nobililor, obținând la 6 iulie 1437 prin Convenția de la Cluj - Mănăștur satisfacerea unor nevoi sociale, economice și politice cum au fost: dreptul de liberă strămutare, abolirea nonei, micșorarea rentei feudale în bani, natură și muncă. Nobilimea, clerul, fruntașii secui și sași, categoriile privilegiate, au încheiat la 16 septembrie 1437 la Căpâlna, o înțelegere care purta numele Unio Trium Nationum prin care se obligau să se ajute reciproc împotriva răsculaților, a turcilor, și uneori chiar împotriva regalității maghiare. 
Au cerut înființarea și recunoașterea unei stări  proprii, care să se numească Universitas Hungarorum et Valachorum (Starea ungurilor și a românilor). Ei erau conduși de un nobil sărac, Antal Nagy de Buda, și de cinci căpitani (trei țărani unguri, un țăran român și un "burgher" (burghez) din Cluj).

## Descoperiri arheologice
1.  Pe dealul "Bobâlna".
Tip sit: morminte 
Descoperiri: 
- urne - Urne negre la exterior, roșii la interior. Găsite mai ales pe părțile de E și V ale dealului.; datare repertoriu: epoca fierului; colecția E. Orosz din Cluj (o parte)
- ceramică - grosolană; datare repertoriu: neprecizată; MAC
- bulgăre - de calcedonie; datare repertoriu: neprecizată; MAC
- piese litice - așchii din cuarțit; datare repertoriu: neprecizată; MAC
- cercel-inel - din aur, cu buclă; datare repertoriu: neprecizată; MAC

2.  Neprecizat
Tip sit: neprecizat 
Descoperiri: 
- brățară-inel - mai multe piese din aur, cu capetele ascuțite, în greutate totală de 29,65 gr, care au servit probabil ca monede; Datare nesigură.; datare repertoriu: intervalul cuprins între ep. Bronz. și La Tene, 1850; Muz. Viena (o parte)

3.  Pe pământul lui S. Groșan.
Tip sit: neprecizat 
Descoperiri: 
- tezaur; datare repertoriu: La Tene, 1853; Muz. Viena (o parte)
- lanț - 2 piese din argint, de factură grosolană; datare repertoriu: La Tene, 1850; Muz. Viena (o parte)
- aplică - 2 piese din argint, lucrate prin decupare; datare repertoriu: La Tene, 1850; Muz. Viena (o parte)
- spirală - cu capete aurite de animale, de tip Cerbăl, Cioara, Mediaș; datare repertoriu: La Tene, 1850; Muz. Viena (o parte)

4.  În locul "Gura Văii".
Tip sit: neprecizat 
Descoperiri: 
- tezaur - Din cauza asemănării obiectelor cu cele descoperite în punctul "Pământul lui Groșan", s-a crezut greșit că este vorba de un singur tezaur descoperit în două etape.; datare repertoriu: La Tene
- lanț - 2 piese din argint; datare repertoriu: La Tene, 1858
- neprecizat - 2 podoabe din argint; datare repertoriu: La Tene, 1858
- bară - din aur; datare repertoriu: La Tene, 1858; Muz. Viena

5.  Neprecizat
Tip sit: neprecizat 
Descoperiri: 
- fibulă - de tip Moigrad; datare repertoriu: epoca bronzului

6.  Neprecizat
Tip sit: neprecizat 
Descoperiri: 
- ciucure - din aur; datare repertoriu: bronz final[4]

## Demografie
La 1 iulie 1998 avea 1.839 locuitori dintre care 908 de sex masculin și 931 de sex femeiesc.

## Obiective turistice
- Monumentul de la Bobâlna, ridicat în memoria participanților la răscoală.
- Biserica de lemn cu hramul „Sfinții Arhangheli Mihail și Gavriil” din 1677, cu picturi interioare din 1758, din satul Cremenea.

## Personalități
- Alexandru Vaida-Voievod (1872—19 martie 1950, Sibiu) prim-ministru al Regatului României (1920, 1933-1934), medic, și publicist.
- József Ferencz (10 august 1835, Cluj, 19 februarie 1928), episcop unitarian.

## Galerie de imagini

Comuna Bobâlna și satele componente